# Таджам
Таджицько-американське спільне підприємство ЗАТ «Таджам» (тадж. «Таҷам») — підприємство харчової промисловості Таджикистану, один з лідерів національного ринку пиво-безалкогольної продукції. Розташоване у столиці країні — місті Душанбе.
Компанію було засновано у березні 2003 року на базі існуючого пивоварного заводу. На кінець 2004 року підприємство контролювало вже понад 50 % внутрішнього ринку Таджикистану. Засновниками компанії є таджицьке ТзОВ «Али Бобо ва 40К» та американська «Eurocapital international trading group LLC».
Уся продукція підприємства випускається під торговельною маркою «Сим-Сим», її асортимент, окрім пива, складається з мінеральної води, прохолоджувальних напоїв, горілки, а також декільков видів снеків.
Асортимент пива наразі обмежується одним сортом світлого пива, що розливається у скляні пляшки 0,5 л, пластикові пляшки 1,5 л та кеги.

## Зовншні осилання
- Офіційний сайт компанії (рос.)